# Champion Hill
Champion Hill – stadion piłkarski w Londynie. Rozgrywają na nim mecze drużyny Fisher F.C., Dulwich Hamlet oraz żeński zespół Millwall – Millwall Lionesses F.C. Dawniej miał pojemność 30000 miejsc, jednakże w 1992 został odbudowany już jako mniejszy stadion o pojemności 3000 miejsc. Pierwszy mecz na nowym Champion Hill odbył się 3 października 1992. Na starym Champion Hill były rozgrywane mecze piłkarskie podczas igrzysk olimpijskich w 1948 roku.